# Бръчка
Бръчката представлява нагъване, хребет или гънка в кожата или върху тъканта. Бръчките на кожата обикновено се появяват в резултат на процесите на стареене, обичайните изражения на лицето, спане, рязка загуба на телесна маса, продължително потапяне във вода, увреждане от ултравиолетовата светлина на слънцето, пушене, лоша хидратация и различни други фактори.
Бръчките породени от процеса на стареене се появяват в резултат от намаляване на веществото колаген, което държи клетките заедно.

## Набръчкване при потапяне във вода
Бръчките, които се появяват по кожата при продължително излагане във вода е временно състояние, при което кожата на дланите на ръцете или краката се набръчква. Това набръчкване се получава в резултат на разширяване на кожата, водещо до увеличаване на нейната повърхност. Обикновено върховете на пръстите на ръцете и краката са първите, които се набръчкват поради по-дебелия слой кератин и липсата на косми, които отделят защитен мастен секрет, наречен себум.
Тази реакция на набръчкване вероятно е донесла еволюционна полза чрез осигуряване на подобрено сцепление при мокри условия и по-добро хващане на мокри предмети. Тези резултати бяха поставени под въпрос от проучване през 2014 г., което не успя да докаже никакво подобрение при боравене с мокри предмети, когато върховете на пръстите са набръчкани. Въпреки това, по-ново проучване от 2020 г. установи, че бръчките намаляват силата, необходима за захващане на мокри предмети с 20%, подкрепяйки хипотезата за сцепление.